# フォルソム (カリフォルニア州)
フォルソム（Folsom）は、アメリカ合衆国カリフォルニア州のサクラメント郡にある都市。人口は8万0454人（2020年）。州都サクラメントの北東30キロメートルに位置している。

## 歴史
カリフォルニア・ゴールドラッシュの時代に金鉱目当てに入植した人々が最初の定住者だった。しかし採掘量は僅かで大きな利益は得られなかった。1880年に州刑務所が建設され、長年に渡りフォルソムの「顔」となった。
1946年に法人化した頃からサクラメント都市圏拡大の影響を受けるようになり、人口は増加傾向になった。1956年にフォルソムダムが建設され人工のフォルソム湖が誕生した。市の財政は水利権により潤った。
近年、市当局は住宅地開発を積極的に進めている。2005年にサクラメント地域交通局のライトレールが市内に延伸され、通勤通学に利用されている。新住民の流入により民族構成は多様化している。2020年アメリカ合衆国国勢調査によれば、市の人口の約2割はアジア系アメリカ人だった。

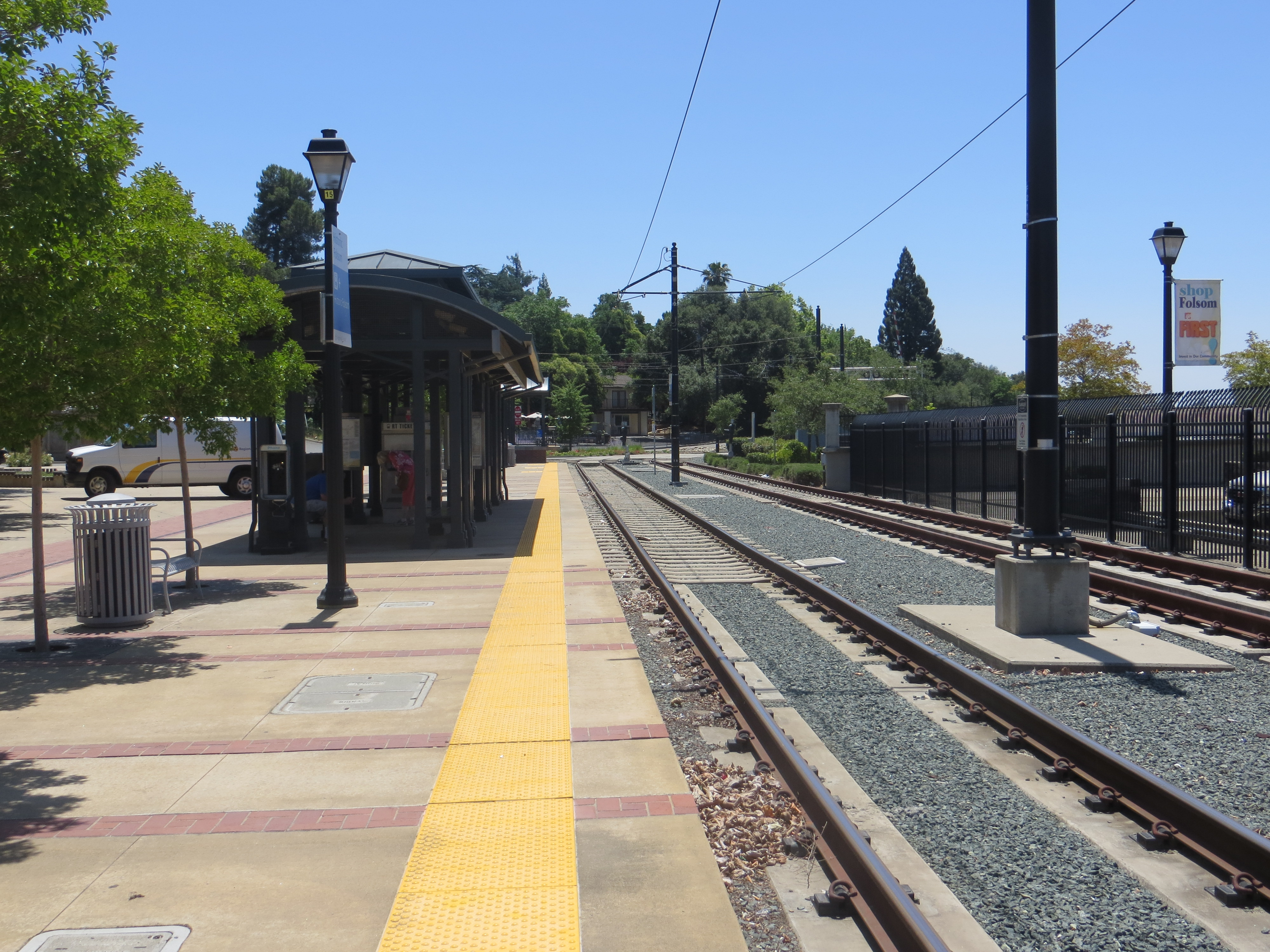
フォルソム駅

## 関係者
- アスペン・ラッド：格闘家